# 滝浦真人
滝浦真人（たきうら まさと、1962年 - ）は、日本の言語学者。放送大学教授。言語と対人関係、とくに敬語・ポライトネスについて研究。

## 来歴
岩手県生まれ。仙台第二高等学校卒、1985年東京大学文学部言語学科卒業、92年同大学院人文科学研究科言語学専攻博士課程中退、共立女子短期大学専任講師、2000年助教授、2003年麗澤大学外国語学部助教授、07年教授、2013年放送大学教授。2018年日本語用論学会副会長。2020年日本語用論学会会長。

## 著書

### 単著
- 『お喋りなことば コミュニケーションが伝えるもの』小学館、2000
- 『日本の敬語論 ポライトネス理論からの再検討』大修館書店、2005
- 『ポライトネス入門』研究社、2008
- 『山田孝雄-共同体の国学の夢』講談社、再発見日本の哲学 2009
- 『日本語は親しさを伝えられるか』岩波書店、そうだったんだ!日本語　2013
- 『日本語リテラシー』放送大学教育振興会、2016

### 共編著
- 『日本語とコミュニケーション』大橋理枝共著　放送大学教育振興会、2015
- 『語用論研究法ガイドブック』加藤重広共編著　ひつじ書房、2016
- 『日本語語用論フォーラム』2-3 加藤重広共編著　ひつじ書房、2017-20
- 『異言語との出会い 言語を通して自他を知る』佐藤良明共編著. 放送大学教育振興会, 2017
- 『日本語アカデミックライティング』草光俊雄共編著. 放送大学教育振興会, 2017
- 『新しい言語学 心理と社会から見る人間の学』編著. 放送大学教育振興会, 2018
- 『日本語学入門』編著. 放送大学教育振興会, 2020
- 『「させていただく」大研究』椎名美智共編著. くろしお出版、2022
- 『イン／ポライトネス　からまる善意と悪意』椎名美智共編著　ひつじ書房、2023